# Oblas
Oblas [pronunciación en polaco: /ˈɔblas/] es un pueblo ubicado en el distrito administrativo de Gmina Przytyk, dentro del Condado de Radom, Voivodato de Mazovia, en el este de Polonia central. Se encuentra aproximadamente a 3 kilómetros al sureste de Przytyk, a 18 kilómetroes al oeste de Radom, y a 86 kilómetros al sur de Varsovia.